# Diego Calva

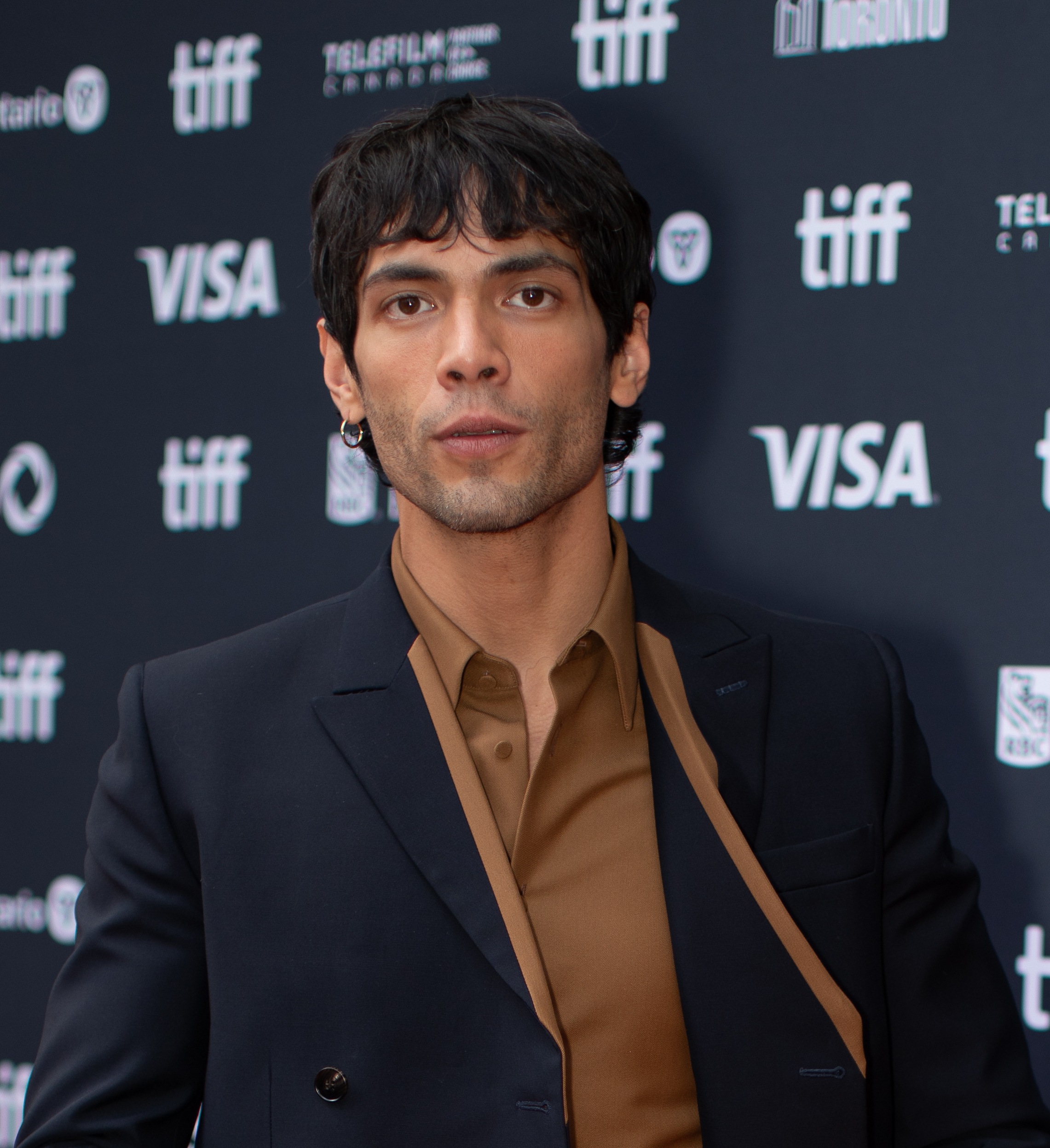
Diego Calva, 2024

Diego Calva Hernández (* 1. Januar 1992 in Mexiko-Stadt) ist ein mexikanischer Schauspieler.

## Leben und Karriere

### Ausbildung und Wechsel ins Schauspielfach
Diego Calva begann sich früh für das Kino zu interessieren. Als Autodidakt brachte er sich selbst mit Hilfe von Tutorials die Arbeit mit der Filmkamera und dem Schnitt bei. Später studierte er am Centro de Capacitación Cinematográfica (CCC) seiner Heimatstadt. Calva machte seinen Abschluss in Filmregie und inszenierte auch mehrere Kurzfilme. Im Jahr 2021 gab er in einem Interview an, dass die Schauspielerei sein Weg war, das Regiehandwerk zu erlernen und er sich auf seine Schauspielkarriere konzentriere. „Das Beobachten der unterschiedlichen Prozesse jedes Regisseurs war meine Art, das Handwerk zu lernen. Ich stehle etwas von jedem Regisseur. Im Moment bin ich Schauspieler. Und ein Dieb“, so Calva.
Erste Erfahrungen beim Film sammelte Calva nach dem Abitur, als er bei den Dreharbeiten zu Kurzfilmen seiner Kommilitonen und Freunde als Oberbeleuchter, Elektriker oder Kameraassistent aushalf. Später riet man ihm dazu, sein Glück als Schauspieler zu versuchen. Dies tat er im Alter von 19 Jahren mit dem Kurzfilm Boom von Juan Pablo Villavicencio Borges. Zu Beginn seiner Schauspielkarriere wurde er im Abspann mit seinem vollständigen Namen Diego Calva Hernández geführt.

### Erfolge mit »Te prometo anarquía«und »Narcos: Mexico«
Den internationalen Durchbruch als Filmschauspieler ebnete Calva 2015 sein Kinodebüt in Te prometo anarquía (internationaler Titel: I Promise You Anarchy) von Julio Hernández Cordón. In dem homoerotischen Drama war er an der Seite von Eduardo Eliseo Martinez als befreundete Skateboarder und Liebespaar in Mexiko-Stadt zu sehen, die sich auf ein gefährliches Geschäft mit der Mafia einlassen. Te prometo anarquía wurde auf zahlreichen internationalen Filmfestivals gezeigt und preisgekrönt. Calva erhielt für den Part des aus einer bürgerlichen Familie stammenden Miguel gemeinsam mit Kodarsteller Martinez den Darstellerpreis des Havana Film Festivals zuerkannt. Beide hatten zuvor bereits in Villavicencio Borges’ 13-minütigen Kurzfilm Ficción (2013) gemeinsam vor der Kamera gestanden.
Nach dem vorangegangenen Erfolg erschien Calva 2017 in José Ramón Chávez’ für den Premio Ariel nominierten Familiendrama Ayúdame a pasar la noche (Help Me Make It Through the Night). Ein Jahr später bekleidete er die wiederkehrende Rolle des „El Rubio“ in der mexikanischen Netflix-Serie The Inmate (2018), einem Ableger des argentinischen Gefängnisserie El marginal. Weitere wiederkehrende Serienrollen übernahm er in den Netflix-Produktionen Unaufhaltsam (2020) und Narcos: Mexico (2021). In der letztgenannten, preisgekrönten Produktion war er als Drogenhändler und Kartell-Chef Marcos Arturo Beltrán-Leyva zu sehen.

### Verpflichtung für die Hollywood-Produktion »Babylon«
Im Jahr 2021 übernahm Calva die männliche Hauptrolle neben Tania Lopez in Guillermo Magariños Thriller Los hermosos vencidos (Beautiful Losers). Ein Jahr später gelangte er an eine Hauptrolle in Damien Chazelles Hollywood-Streifen Babylon – Rausch der Ekstase (2022) an der Seite von Margot Robbie und Brad Pitt. Darin ist er als junger und ehrgeiziger Schauspieler Manny Torres zu sehen, Sohn mexikanischer Einwanderer, der von einer Karriere im US-amerikanischen Kino der 1920er-Jahre träumt. Der Casting-Prozess wurde durch die COVID-19-Pandemie unterbrochen, kurz bevor Calva im Frühjahr 2020 zu einem Vorsprechen nach Los Angeles fliegen sollte. Daraufhin musste er während des Lockdowns über ein Jahr Videos von sich selbst mit verschiedenen gespielten Szenen an das Produktionsteam senden. Laut Calva war diese Aufgabe „ermüdend“, sie hätte ihm aber in Geduld geübt und dabei geholfen, nicht allzu sehr über seine Zukunft zu spekulieren. Im Frühjahr 2021 traf er sich schließlich mit Regisseur Chazelle und Margot Robbie und erhielt den Zuschlag für die Rolle. Chazelle trug ihm auf, in Vorbereitung auf die Dreharbeiten das Spiel Al Pacinos zu studieren. Am Set unterstützte ihn der Regisseur, in dem er Nino Rotas Filmmusik zu Der Pate abspielen ließ, damit sich Calva besser in seine Figur hineinfinden konnte.
Noch vor der Premiere von Babylon kam es zu anhaltender Kritik im Internet von Seiten lateinamerikanischer Fans. Calva soll die männliche Hauptrolle in Chazelles Film spielen, beim Marketing wurde aber der Fokus auf seine bekannteren Kodarsteller Robbie und Pitt gelegt. Als Folge seiner Verpflichtung für Babylon wurde Calva als Schauspieler von der Agentur WMA unter Vertrag genommen. Für seine Darstellung erhielt er eine Nominierung bei den Golden Globe Awards 2023 als Bester Hauptdarsteller in einer Komödie oder Musical zuerkannt.

## Filmografie (Auswahl)
- 2013: Ficción (Kurzfilm)
- 2015: Te prometo anarquía
- 2017: Ayúdame a pasar la noche
- 2017: Otro muerto
- 2018: The Inmate (Fernsehserie, 12 Folgen)
- 2020: ColOZio
- 2020: Unaufhaltsam (Desenfrenadas, Fernsehserie, 8 Folgen)
- 2020: Tigres
- 2021: Carlota (Kurzfilm)
- 2021: Los hermosos vencidos
- 2021: Narcos: Mexico (Fernsehserie, 6 Folgen)
- 2022: Babylon – Rausch der Ekstase (Babylon)
- 2023: Bird Box: Barcelona
- 2024: On Swift Horses
- 2024: Das Geheimnis des Flusses (El secreto del río, Fernsehserie, 8 Folgen)

## Auszeichnungen
- 2015: Darstellerpreis des Havana Film Festival für Te prometo anarquía (gemeinsam mit Eduardo Eliseo Martinez)
- 2023: Golden-Globe-Nominierung für Babylon – Rausch der Ekstase (Bester Hauptdarsteller – Komödie/Musical)